# Immigrant Song
（参考译名《迁徙者之歌》、《移民之歌》）是英国摇滚乐队齐柏林飞艇的一首歌曲，于1970年作为单曲发行，也被收录进录音室专辑中。歌曲由吉他反复乐节（riff）驱动，歌词内容有关北欧神话，以維京人的视角描述他们在海上航行寻找陆地。这首单曲在美国公告牌百强单曲榜上最高达到第16位。1970年至1972年，乐队在演唱会上将其作为开场曲目。一个女声翻唱版被用在2011年电影《龍紋身的女孩》的预告片和片头段落中。2017年，歌曲被《雷神索爾3：諸神黃昏》作為前導預告片配樂，同時也在電影中作為配樂使用了2次。這首歌的音階也被《神力女超人》作為主旋律的參考原型。